# 马莲滩站
马莲滩站，位于宁夏石嘴山市大武口区马莲滩，邮政编码753300，于1958年由第一铁路工程局开工建设，1968年6月竣工，建筑面积300平方米，是平汝铁路的一个车站。距石嘴山站28公里，离汝箕沟站54公里。该站隶属兰州铁路局。办理旅客乘降和货运业务（办理整车，不办理危险货物发到），为五等车站，本站及相邻上下行区间均为电气化区段。该站日开行列车17对，年客运量约500人次。